# Inostemma matsutama
Inostemma matsutama är en stekelart som beskrevs av Yoshida och Hirashima 1979. Inostemma matsutama ingår i släktet Inostemma och familjen gallmyggesteklar. Inga underarter finns listade i Catalogue of Life.